# FK Qo‘qon 1912
FK Qo‘qon 1912 (uzb. «Qo‘qon 1912» futbol klubi, ros. Футбольный клуб «Коканд 1912», Futbolnyj Kłub "Kokand 1912") – uzbecki klub piłkarski, mający siedzibę w mieście Kokand na zachodzie kraju. Założony w roku 1912.
W latach 1992–1995, 1998–2000, 2002–2003 i od 2015 występuje w Oʻzbekiston PFL.

## Historia
Chronologia nazw:
- 1912–1967: FK Qo‘qon (ros. ФК «Коканд»)
- 1968–1987: Mehnat Qo‘qon (ros. «Мехнат» Коканд)
- 1988–1991: Avtomobilchi Qo‘qon (ros. «Автомобилчи» Коканд)
- 1992–2001: Temiryo'lchi Qo‘qon (ros. «Темирйулчи» Коканд)
- 2002–2008: FK Qo‘qon (ros. ФК «Коканд»)
- 2009–2011: Bunyodkor Qo‘qon (ros. «Бунёдкор Коканд» Коканд)
- 2012–...: FK Qo‘qon 1912 (ros. ФК «Коканд 1912»)

Piłkarska drużyna FK Qo‘qon została założona w miejscowości Kokand w 1912 roku. Jest najstarszym klubem piłkarskim w Uzbekistanie. Na początku swojej historii zespół brał udział tylko w spotkaniach pomiędzy amatorskimi drużynami z sąsiednich miast. W tamtych latach w zespole grali rosyjskie żołnierzy i miejscowi miłośnicy piłki nożnej.
W 1968 zespół o nazwie Mehnat Qo‘qon debiutował w Klasie B, strefie średnio-azjatyckiej Mistrzostw ZSRR. W 1970 po kolejnej reorganizacji systemu lig ZSRR klub spadł do rozgrywek amatorskich. W 1988 klub zmienił nazwę na Avtomobilchi Qo‘qon i startował w Drugiej Lidze, strefie 7, w której występował do 1991. W 1991 startował w rozgrywkach Pucharu ZSRR.
W 1992 przyjął nazwę Temiryo'lchi Qo‘qon i debiutował w pierwszych niepodległych rozrywkach Wyższej Ligi Uzbekistanu. W 1995 zajął przedostatnie 15. miejsce i spadł do Pierwszej Ligi. W 1997 zajął pierwsze miejsce i powrócił do Wyższej Ligi, w której występował przez kolejne trzy sezony. W 2001 na jeden sezon został zdegradowany do Pierwszej Ligi. W 2002 zmienił nazwę na FK Qo‘qon, a w 2004 klub został niedopuszczony do rozgrywek w Wyższej Lidze z powodu nieopłacenia składki rocznej. Od 2005 występował w Pierwszej Ligi, a w 2007 nawet zmagał się w Drugiej Lidze Uzbekistanu. W 2009 nastąpiła zmiana nazwy klubu na Bunyodkor Qo‘qon. W 2012 powrócił do historycznej nazwy FK Qo‘qon 1912, a w 2014 zdobył wicemistrzostwo Pierwszej Ligi i wrócił do Wyższej Ligi.

## Sukcesy

### Trofea międzynarodowe
Nie uczestniczył w rozgrywkach azjatyckich (stan na 31-05-2015).

### Trofea krajowe
Uzbekistan
| \| \| Zdobyte trofea w rozgrywkach Uzbekistanu (stan na: 31-05-2015) \| |                                                                |      |                  |
| Rozgrywki                                                               | Osiągnięcie                                                    | Razy | Sezon(y)         |
| Mistrzostwo                                                             | I miejsce                                                      | 0    |                  |
| Mistrzostwo                                                             | II miejsce                                                     | 0    |                  |
| Mistrzostwo                                                             | III miejsce                                                    | 0    |                  |
| Mistrzostwo                                                             | 4. miejsce                                                     | 1    | 1994             |
| Puchar                                                                  | zdobywca                                                       | 0    |                  |
| Puchar                                                                  | finalista                                                      | 1    | 1992             |
| II liga                                                                 | I miejsce                                                      | 3    | 1997, 2001, 2009 |
| II liga                                                                 | II miejsce                                                     | 1    | 2014             |
| II liga                                                                 | III miejsce                                                    | 1    | 2013             |
| Uzbekistan                                                              | Zdobyte trofea w rozgrywkach Uzbekistanu (stan na: 31-05-2015) |      |                  |

ZSRR
| \| \| Zdobyte trofea w rozgrywkach Związku Radzieckiego (stan na: 31-12-1991) \| |                                                                         |      |          |
| Rozgrywki                                                                        | Osiągnięcie                                                             | Razy | Sezon(y) |
| Mistrzostwo                                                                      | I miejsce                                                               | 0    |          |
| Mistrzostwo                                                                      | II miejsce                                                              | 0    |          |
| Mistrzostwo                                                                      | III miejsce                                                             | 0    |          |
| Puchar                                                                           | zdobywca                                                                | 0    |          |
| Puchar                                                                           | finalista                                                               | 0    |          |
| Puchar                                                                           | 1/32 finału                                                             | 1    | 1991/92  |
| II liga                                                                          | I miejsce                                                               | 0    |          |
| II liga                                                                          | II miejsce                                                              | 0    |          |
| II liga                                                                          | III miejsce                                                             | 0    |          |
|                                                                                  | Zdobyte trofea w rozgrywkach Związku Radzieckiego (stan na: 31-12-1991) |      |          |

- Wtoraja liga ZSRR:
  - 5. miejsce w grupie: 1989

## Stadion
Klub rozgrywa swoje mecze domowe na stadionie im. Mukhiddinova w Kokandzie, który może pomieścić 10,550 widzów.

## Piłkarze
Znani piłkarze:
- Stepan Atayan
- / Andrei Fyodorov
- / Bahrom Hakimov
- / Wiktor Jabłonski
- / Noʻmon Hasanov
- / Shuhrat Mamajonov
- Ibrohim Rahimov

## Trenerzy
...
- 1989–1991:  Giennadij Motłach
- 1992–1993:  Bahrom Hakimov

...
- 1995:  Giennadij Motłach

...
- 1998–1999:  Bakhrom Khakimov
- 1999–2000:  Muhammadali Kuldashev

...
- 2003:  Rustam Abdullaev
- 2004–2005:  Elvedin Eyupov

...
- 2013:  Mukhiddin Abduvaliev
- 2013–2014:  Tokhir Kapadze
- 2014–11.2015:  Rustam Abdullaev
- 11.2015–12.2015:  Vadim Shodimatov (p.o.)
- 12.2015–...:  Murod Ismoilov